# Sidste udkald
Sidste udkald (originaltitel Total Recall) er en amerikansk science fiction-film med Arnold Schwarzenegger i hovedrollen. Filmen blev instrueret af Paul Verhoeven og skrevet af Ronald Shusett, Dan O'Bannon, Jon Povill og Gary Goldman. Filmen blev udgivet den 1. juni 1990 og den vandt en Oscar for dens visuelle effekter.
Sidste udkald var baseret på novellen “Erindringer en gros” af Philip K. Dick, hvis værker også har tjent som basis for andre film, som fx Blade Runner, Minority Report og A Scanner Darkly.
På produktionstidspunktet, havde den det hidtil største godkendte budget for en film produceret af et Hollywood-studie. Filmens succes fastslog Schwarzenegger som en stor stjerne og genoplivede Sharon Stones karriere.

## Handling
Historien foregår i året 2084. Hovedpersonen Douglas Quaid er en bygningsarbejder, der har haft drømme om at udforske Mars sammen med en sexet brunette. Efter at have set en annonce fra Rekall (der er et selskab, der sælger imaginære eventyr ved at implantere falske erindringer) beslutter han at købe en "ferie" på Mars. Quaid vælger at "tage en ferie fra sig selv" ved at købe erindringer om at være en spion. Rekall kalder det en "ego-tur." Quaid er blevet advaret af en af sine kollegaer om, at det er risikabelt at købe minder fra Rekall, og en fejl under implanteringen af minderne kan give permanent hjerneskade. Quaid tøver men ser bort fra denne advarsel.
Efter proceduren starter, får Quaid et voldsomt udbrud og forsøger at slippe fri (han er spændt fast under proceduren), mens han råber om at nogen vil dræbe ham. Først tror medarbejderne hos Rekall, at han handler ud den "spion-erindring" han skal have implanteret, men da medarbejderne får bekræftet, at de ikke disse minder endnu ikke er implanteret, indser lægerne på Rekall, at minderne er virkelige, og at Quaids hukommelse tidligere er blevet slettet af en anden. Det lykkes med nød og næppe for lægerne at bedøve Quaid, og de sender ham hjem uden erindring om, at han har været hos Rekall. Quaid bliver imidlertid angrebet af sine venner og selv hans egen kone (Lori). Hun fortæller ham, at alt, hvad han husker, herunder deres ægteskab, er falske, og at minderne er implanteret mindre end to måneder før. Mens han flygter fra angriberne, modtager han et telefonopkald fra en person, der hævder at være en tidligere ven, som var blevet bedt om at give ham en mappe, hvis han nogensinde forsvandt. Mappen indeholder falske id-kort, penge, våben, udstyr, og en video-afspiller, der indeholder en disk, som han efterladt til sig selv tidligere. Ved at se det, kan Quaid danne sig et billede af sin fortid på Mars som en hemmelig agent. Skarpt forfulgt af Richter (en mand, der arbejder for Mars' administrator, Vilos Cohaagen) rejser Quaid til Mars for at finde sandheden.
På Mars konstarerer Quaid, at Cohaagen via monopol på produktion af luft regerer byen, der ligger i en lufttæt kuppel. Quaid opdager, at de fattige arbejdere i byens slumkvarterer er blevet forvandlet til mutanter af at bo i for billigt producerede kupler, der ikke tilstrækkeligt beskyttet mod kosmiske stråler, som Mars' tynde atmosfære ikke beskytter imod. Han får hurtigt flere allierede, en taxachauffør (Benny) og kvinden fra hans drømme (Melina), der fortæller ham at hans rigtige navn er Hauser. Melina fortæller, at han var en af Cohaagen's mænd, indtil han skiftede side og forsøgte at slutte sig til den hemmelige modstandsbevægelse.
Quaid bliver senere konfronteret med Lori og Dr. Edgemar, manden fra Rekall's reklamer, der forsøger at overbevise ham om, at de eventyr, han har oplevet, hans erfaringer på dette punkt og hans fremtid som leder af mutanternes modstandsbevægelse alle har været en del af den "ferie", han købte på Rekall. Han fortæller at Quaid er fanget i ego-tur, og det er nødvendigt, at han lader dem hjælpe sig med at slippe ud af sit "mareridt". Edgemar fortæller ham, at han stadig er i behandling hos Rekall, og tilbyder ham en pille, som vil få ham til at vågne op til sandheden, eller i modsat fald at tage varig hjerneskade. Quaid er tæt på at blive overbevist, men opdager så, at lægen sveder af angst. Quaid dræber lægen inden en gruppe vagter stormer i lokalet for at fange ham. Melina ankommer kort efter og skyder alle vagterne, men hun bliver afvæbnet af Lori. De to begynder en voldsom kamp. Quaid genkender Lori og skyder/dræber hende.
Melina og Quaid flygter og møder til sidste modstandsleder Kuato, der er viser sig at være en mutant, der vokser ud af sin egen brors mave. Med Kuatos psykisk hjælp, får Quaid en vision om en mystisk, maskine (bygget af rumvæsner) i Martian-minerne, men umiddelbart derefter stormer Cohaagens styrker modstandsbevægelsen skjulested. Kuato bliver dræbt, og Quaid og Melina bliver fanget med hjælp fra Benny, der rent faktisk er forræder. Cohaagen afslører derefter, at Hauser frivilligt fik sin hukommelse slettet for at vinde Kuatos tillid, og at hele hændelsen, med undtagelse af Richters maniske jagt på Quaid og Quaid's besøg på Rekall, var planlagt. For at overbevise Quaid, viser Cohaagen Quaid en anden video, hvor Quaid's alter ego, Hauser, står ved siden af Cohaagen. Cohaagen afslører, at han har besluttet at eliminere oprørerne ved at afskære lufttilførslen til deres del af byen. Han giver ordre til, at Quaid's hukommelse skal genoprettes til Hausers, og at Melina skal "omprogrammeres" til at lystre Quaid.
Da Quaid indser, hvor ond Hauser i virkeligheden er, nægter han at blive forvandlet til Hauser igen, og det lykkedes Quaid at flygte med Melina. De har travlt med at nå frem til rumvæsnernes maskine og aktivere den. Quaid dræber Richter og Benny på vejen. Quaid aktiverer maskinen trods Cohaagens protester, og argumenter om, at det vil ødelægge planeten. I kampen for at aktivere maskinen bliver Cohaagen skubbet ud på Mars' lufttomme overflade, hvor han dør af luftmangel og dekompression. Quaid og Melina er tæt på at dø af, at blive udsat for atmosfæren (eller manglen på samme), men rumvæsnernes maskine skaber en atmosfære, der er til at indånde, og som redder dem og mutanterne i sidste øjeblik, så de kan se en blå himmel blive skabt på Mars.
Da Melina siger, at det er ligesom en drøm, spekulerer Quaid på, om det hele er virkeligt, eller om han stadig er i en implanteret drøm. Melina svarer "Så kys mig hurtigt, før du vågner op." Mens de kysser hinanden, oplyses skærmen af et hvidt lys hvorefter rulletesterne kommer.

## Modtagelse
Total Recall blev godt modtaget af de amerikanske anmeldere. Den har fået 79% på Rotten Tomatoes og 57% på Metacritic. Roger Ebert i Chicago Sun-Times gav den særdeles meget ros (Tre og en halv af fire stjerner). Det gjorde anmelderne i Entertainment Weekly, Chicago Reader, Time, Los Angeles Times, Variety, San Francisco Chronicle og USA Today også. Aviser som The New York Times og Washington Post havde mere delte meninger om filmen, mens Washington Post slagtede den.
Filmen blev en stor publikumssucces og indbragte $119 millioner i USA alene og $142 millioner udenfor. Den endte således med at indbringe et samlet beløb på $261 millioner. Den blev den syvende mest indbringende biograffilm i USA i 1990.

## Medvirkende
- Arnold Schwarzenegger som Douglas Quaid / Hauser
- Sharon Stone som Lori Quaid
- Rachel Ticotin som Melina
- Ronny Cox som Vilos Cohaagen
- Michael Ironside som Richter
- Marshall Bell som George / Kuato
- Mel Johnson, Jr. som Benny
- Roy Brocksmith som Dr. Edgemar
- Ray Baker som Bob McClane
- Michael Champion som Helm
- Rosemary Dunsmore som Dr. Renata dysse
- Robert Costanzo som Harry
- Lykien Naff som Mary

## Produktion og distribution
Det originale manuskript til Total Recall er skrevet af Dan O'Bannon og Ronald Shusett, forfattere af Alien, som havde købt rettighederne til Philip K. Dick's roman "Erindringer en gros", mens Dick stadig var i live. De var dog ude af stand til at finde støtte til projektet, og projektet havnede i "udviklingshelvede" og gik fra studie til studie. I midten af 1980'erne, tog producenten Dino De Laurentiis tog projektet med Richard Dreyfuss knyttet til som stjernen.  Det blev også overvejet at give en rolle til Patrick Swayze, som netop havde været stjerne i Dirty Dancing.  David Cronenberg blev tilknyttet projektet som instruktør, men han ønskede at give William Hurt hovedrollen.  Cronenberg beskrev sit arbejde på projektet og det endelige brud med Shusett: "Jeg har arbejdet på det i et år og har skrevet omkring 12 udkast. Til sidst kom vi til et punkt, hvor Ron Shusett sagde: 'Ved du, hvad du har gjort? Du har lavet Philip K. Dick-version'. Jeg sagde: "Er det ikke det, hvad vi skal gøre?' Han sagde: 'Nej, nej, vi ønsker at lave Jagten på den forsvundne skat ta'r til Mars.'" Da tilpasning af Dune flopped i biografen (box office), tabte De Laurentiis ligeledes sin entusiasme for projektet.
Sammenbruddet i De Laurentiis' projekt gav en åbning for Schwarzenegger, som forgæves havde henvendt sig til producenten for at få en rolle i filmen. Han overtalte Carolco at købe rettighederne til filmen til en forholdsvis billig pris ($ 3 millioner) og fik forhandlet sig til en aftale på en værdi af $ 10 millioner. Han fik samtidig en usædvanlig høj grad af kontrol over produktionen. Han fik vetoret overfor producent, instruktør, manuskriptforfattere, co-stjerner og promovering. Schwarzenegger rekrutterede personligt Paul Verhoeven til at instruere filmen, fordi han havde været imponeret af den hollandske instruktørs film RoboCop. På dette tidspunkt havde manuskriptet havde været gennem 42 versioner, men stadig manglede et tredje akt. Gary Goldman blev derfor rekrutteret af Verhoeven til sammen med Shusett at skrive den endelige version af manuskriptet.  Instruktøren hentede også mange af sine samarbejdspartnere fra RoboCop ind i projektet, herunder Ronny Cox, (cinematographer) Jost Vacano og (special effect designer) Rob Bottin. 
En stor del af filmoptagelserne fandt sted i Mexico City, grundet de mange eksempler på arkitekturen nybrutalisme. Den futuristiske metrostation og køretøjer er faktisk en del af det mexicanske, offentlige transportsystem, dog med gråmalede undergrundsbanebiler og tilføjet tv-skærme. I et interview med Starlog magasin understregede Schwarzenegger den udfordring, der ligger i filmen, "Fordi du ikke kommer ind med den samme person, som du går ud med. Hauser er en interessant person, men Quaid er blot et stort program..."
Filmen fik oprindelig en "X"-rating. Men volden blev justeret og forskellige kameravinkler blev brugt i de scener, der var for stærke, for at opnå en "R" rating.[kilde mangler] Filmen var en af de sidste store Hollywood-blockbustere, der i stor stil brugte miniature-effekter i stedet for computeranimation. Fem forskellige selskaber blev brugt for at håndtere effekterne i Total Recall. Den eneste computeranimation i hele filmen var en sekvens på 42 sekunder, som blev fremstillet af MetroLight Studios, der viser røngentfotograferede skeletter bevæge sig samt de skjulte våben. Blot et år senere, skabte Schwarzenegger's Terminator 2: Dommedag en revolution i brugen af special effects med sin omfattende brug af computeranimationer.
Titlen "Total Recall" er blevet oversat som "El Vengador del Futuro" / "O Vingador do Futuro" (spansk / portugisisk som betyder "Hævneren fra fremtiden"), i Latinamerika.  I Spanien og Portugal blev den kaldt henholdsvis "Desafío Total" og "Desafio Total", som betyder "Total udfordring". I Tyrkiet hed den "Gerçeğe Cagri" , som betyder "Kaldet efter virkeligheden". I Italien blev titlen "Atto di Forza", som betyder "En kraftanstrængelse".. I Polen blev den kaldt "Pamięć Absolutna", der betyder "Fuldkommen hukommelse". I Israel blev den kaldt "זיכרון גורלי", som betyder "Dødelig hukommelse". I den franske del af Canada blev filmen kaldt "Total Recall: Voyage au centret de la Memory", som betyder "Total Recall: Rejsen til midten af hukommelsen". I Sovjetunionen hed filmen "Вспомнить всё", som betyder "At huske alt". I Ungarn blev titlen "Emlékmás", som betyder "Et modstykke til erindringen". I Tyskland blev filmen kaldt for "Total Recall: Die Totale Erinnerung" og dette betyder "Den samlede hukommelse".

## Sequel/Remake/Tv Serie
Der var oprindeligt planlagt en fortsættelse af Total Recall, med arbejdstitlen 'Total Recall 2'. Her skulle Arnold Schwarzenegger vende tilbage i rolle som Quad, der som hemmelig agent skulle opspore kriminelle via mutanterne fra Mars overnaturlige evner, og hermed forhindre forbrydelser inden disse blev begået. Manuskriptet var baseret på novellen 'Minoritetsrapporten', ligeledes forfattet af Philip K. Dick, Filmen blev dog ikke produceret som fortsættelse til Total Recall, da ideen blev solgt til et andet produktionsselskab, og endte med filmen Minority Report fra 2002 instrueret af Steven Spielberg og med Tom Cruise i hovedrollen. Skønt det af mange fans, dengang som nu, er til stor ærgrelse at der ikke kom en direkte opfølger, kan det ikke have undgået at også have bidraget til filmens cult-status samt vedvarende succes, eftersom en efterfølger ikke ville have efterladt seeren med det dilemma at selv skulle tage stilling til hvordan filmens slutning skal fortolkes.
Tv Serien Total Recall 2070 er løst inspireret af både Total Recall samt 'Erindringer En gros'.
Filmen Total Recall fra 2012 er en remake med flere referencer til udgaven fra 1990, dog med den væsentlige forskel i plottet at hele filmen foregår på jorden.